# Tshering Pem Wangchuck

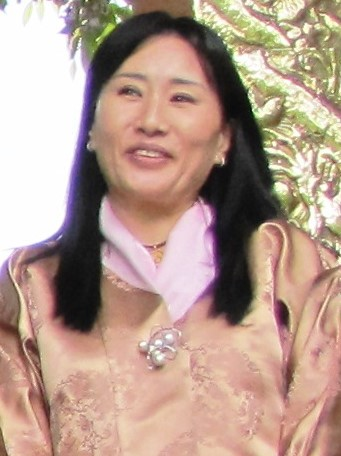
Tshering Pem.

Tshering Pem Wangchuck (geb. 22. Dezember 1957, Nobgang, Punakha, Bhutan) ist eine der vier Frauen und Königinnen (Druk Gyaltsuen, Queen consort of Bhutan) von Jigme Singye Wangchuck, dem früheren König von Bhutan, welcher bis zu seiner Abdankung 2006 regierte. Sie ist eine der „Königinmütter“ (Gyalyum Kude, Queen Mother) von Bhutan.

## Leben
Ihr Vater, Yab Dasho Ugyen Dorji (1925–2019), war der Gründer und Eigentümer der Ugyen Academy (UA, 2002). Ihre Mutter ist Yum Thuiji Zam (geb. 1932).
Sie erhielt ihre Schulbildung an St. Joseph’s Convent, Kalimpong, und an der St. Helen’s School, Kurseong, Indien.

## Kinder
Mit dem König hatte Tshering Pem folgende Kinder:
- Prinzessin Ashi Chimi Yangzom Wangchuck, geb. 10. Januar 1980
⚭ 13. Oktober 2005 Dasho Sangay Wangchuck[2]
  - Dasho Jigme Ugyen Wangchuck (geb. September 2006)
  - Dasho Jamyang Singye Wangchuck (geb. 2009)
- Prinzessin Ashi Kesang Choden Wangchuck, geb. 23. Januar 1982
⚭ 11. November 2008 Dasho Palden Yoser Thinley[3]
  - Dasho Jamgyel Singye Wangchuck[4]
  - Dasho Ugyen Junay Wangchuck[5]
  - Ashi Tshering Tshoyang Wangchuck[6] (geb. Januar 2019)
- Prinz Dasho Ugyen Jigme Wangchuck[7] geb. 11. November 1994

## Ämter
- Ko-Vorsitzende der Bhutan Foundation.
- Präsidentin der Bhutan Youth Development Foundation (YDF).